# Podbreg (Vipava)
Podbreg (Duits: Potbrech) is een plaats in Slovenië en maakt deel uit van de gemeente Vipava in de NUTS-3-regio Goriška. De plaats telde 91 inwoners op 1 januari 2020.

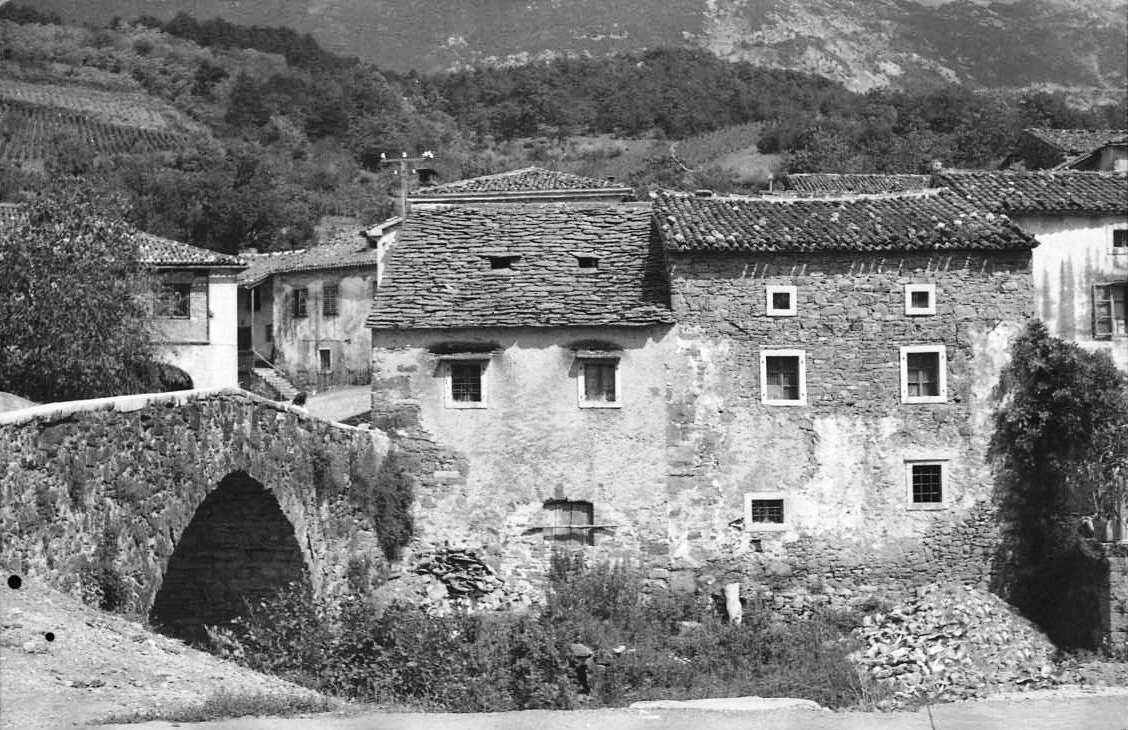
Dorpsaanzicht anno 1958